# Karschia kopetdaghica
Karschia kopetdaghica är en spindeldjursart som beskrevs av Gromov 1998. Karschia kopetdaghica ingår i släktet Karschia och familjen Karschiidae. Inga underarter finns listade i Catalogue of Life.